# منى يحيى
منى يحيى (بالعبرية: מונא יחיא‏) هي مؤلفة وكاتِبة إسرائيلية، ولدت في 1954 في بغداد في العراق.